# Vårby källa

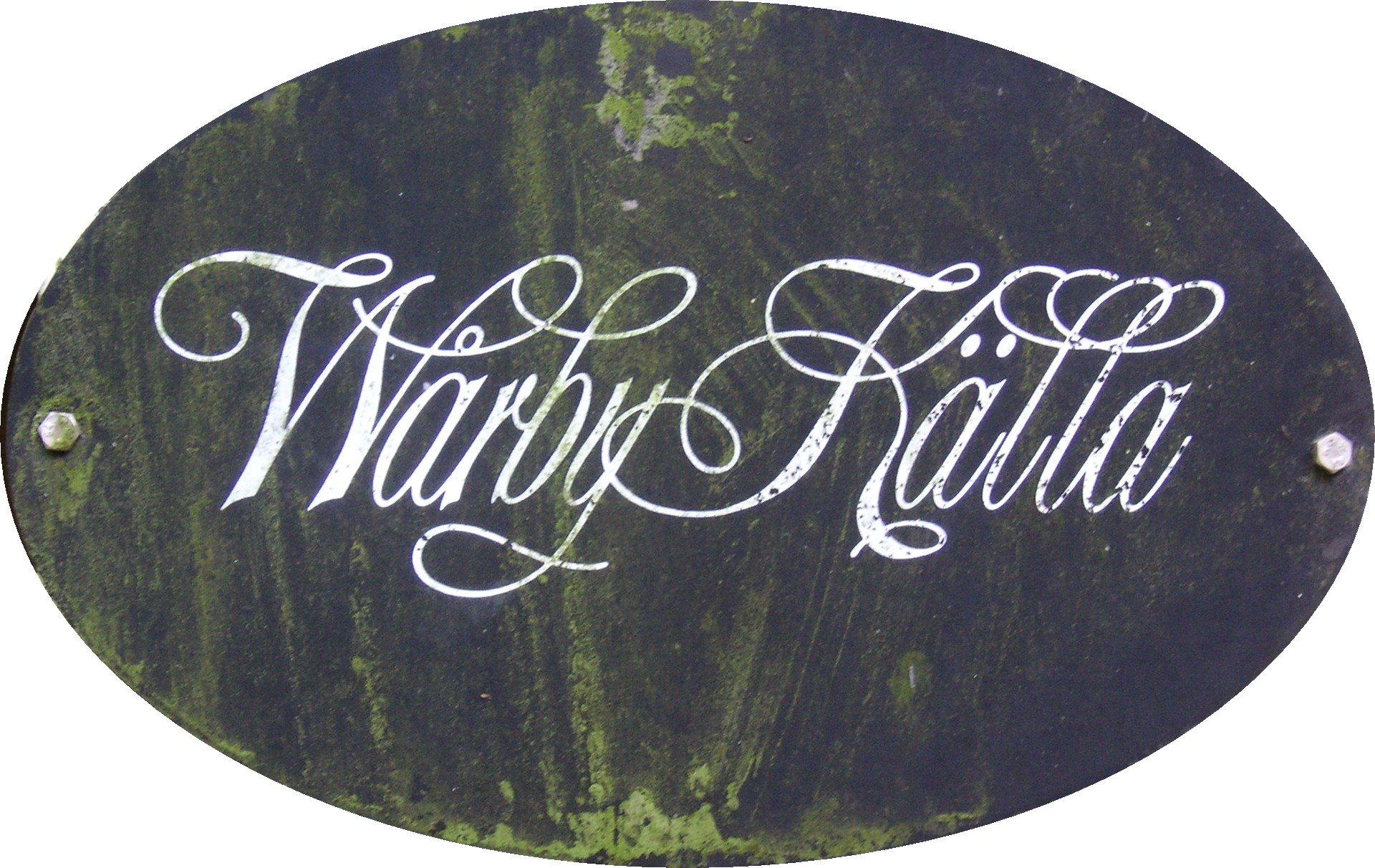

Vårby källa (äldre stavning Wårby källa) är en hälso- och mineralbrunn som 1709 fick särskilt kungligt privilegium. Källan är belägen i parken vid Vårby allé 41 i Vårby, Huddinge kommun. Vårby källa får sitt vatten från en utlöpare av Uppsalaåsen. År 1932 anlades här en mineralvattenfabrik som senare blev känd under namnet Wårby Hälsobrunn. Idag ägs källan av Spendrups Bryggerier, som har sin anläggning i närheten. Vattnet från Vårby källa används inte längre i produktionen av mineralvatten. Den 1 september 2007 firade Huddinge kommun källans 300-årsjubileum invid brunnshuset. Källan är ett fornminne med RAÄ-nummer Huddinge 207:1.

## Historik, Wårby Hälsobrunn

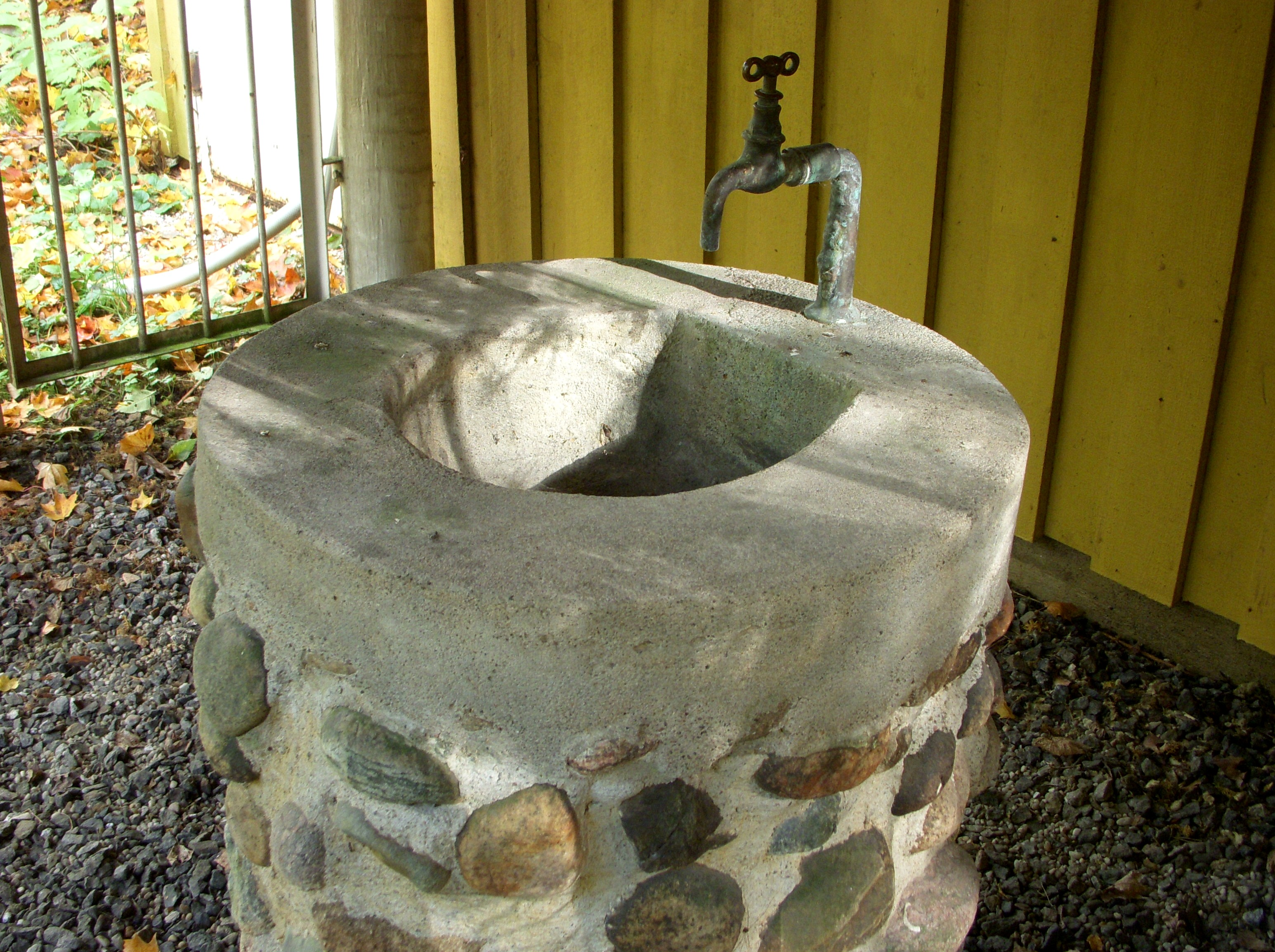
Vårby källa, brunnen oktober 2010.

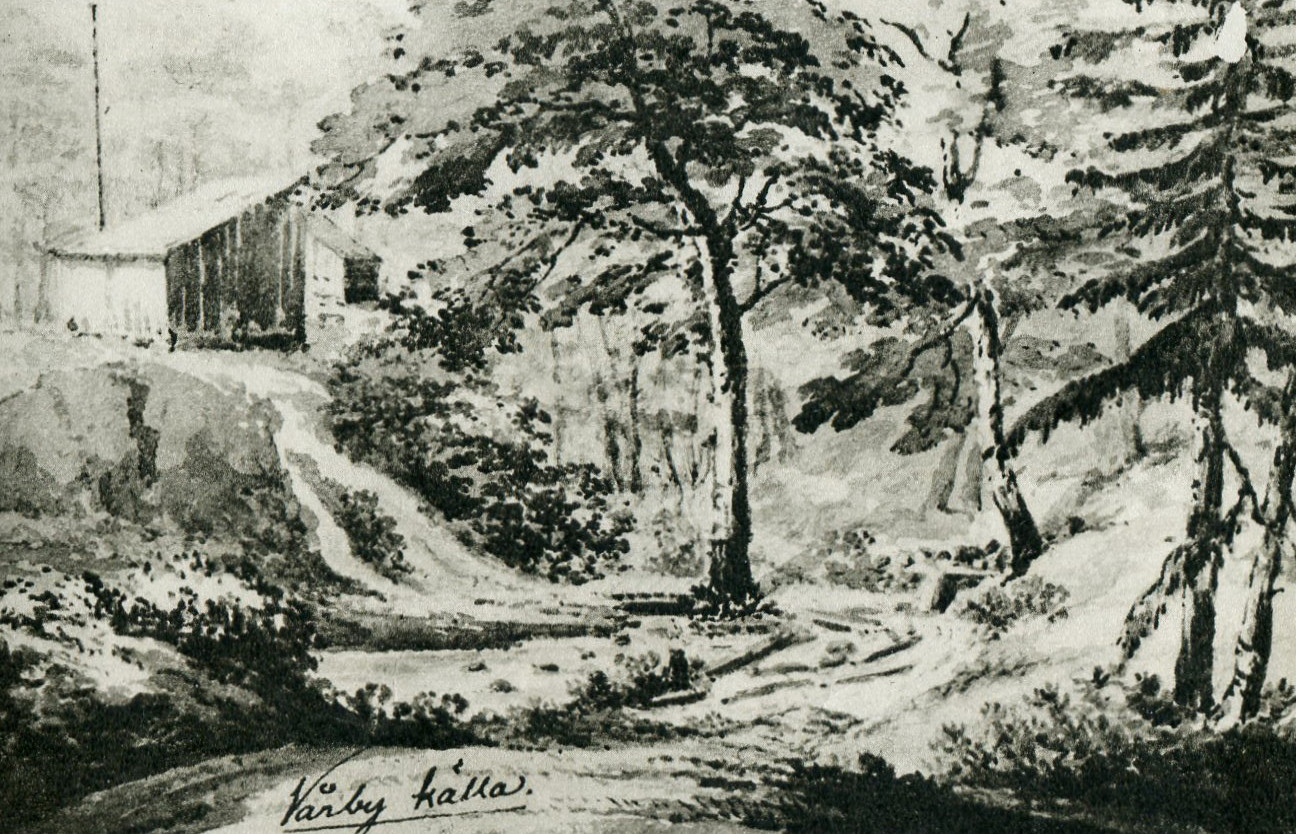
Vårby källa, teckning av Johan August Anckarsvärd, 1850-tal.

Vårby hälsobrunn (eller Wårby Hälsobrunn) grundades den 31 augusti 1707 då vattenprov från källan togs under närvaro av läkaren Urban Hjärne. Källan var dock känd tidigare. Redan 1680 hade ägaren till godset Vårby gård, Magnus Oliveblad, försökt få källan godkänd som hälsobrunn. Men det dröjde till den 5 maj 1709, då källan fick kungligt privilegium som surbrunn.
Det var Urban Hjärne som hade upptäckt källvattnet. Hjärne lovordade källan enligt följande: Men såsom tiden har vist oss flera och fullkomligare, har jag tyckt och befunnit den bästa, ibland alla andra, som vid berörde ängden finnes, ett uti Vårby, 5 fjärdedels mil ifrån Stockholm. Med hänvisning till Medevi brunn, som också upptäcktes av Hjerne menade han att Vårbys vatten var ”Medevi mineralbrunn övermåttan likt”, d.v.s. av samma höga kvalitet.
Källan ansågs kunna bota det mesta till exempel magmask, ofruktsamhet, reumatism och mycket mera. Även bad ingick i den populära hälsokuren. Hit kom människor från hela Europa för några veckors brunnskur. Gästerna bodde i byggnaderna kring gården eller på Fittja gästgiveri. Verksamheten pågick i drygt 40 år, därefter började den att tyna, även om man fortsatte att "dricka brunn" vid Vårby. Ännu på 1840-talet hämtades vatten härifrån till kungliga hovet i Stockholm. I botaniker Rutger Sernanders naturminnesregister publicerat 1935 i Stockholmstraktens natur- och kulturminnen upptas Vårby källa som naturminne nr 180. Källan är dock sedan länge upphävd som naturminne.
Efter knappt 200 år utnyttjas källan på nytt när Harry Winberg anlade en mineralvattenfabrik 1932. Hans fabrik såldes 1942 till Konsumtionsföreningen Stockholm (från 1970 Kooperativa Förbundet) och fick senare namnet Wårby Bryggerier. År 1989 förvärvades Wårby Bryggerier av Spendrups (se Spendrups bryggeri, Vårby).

## Naturen kring källan

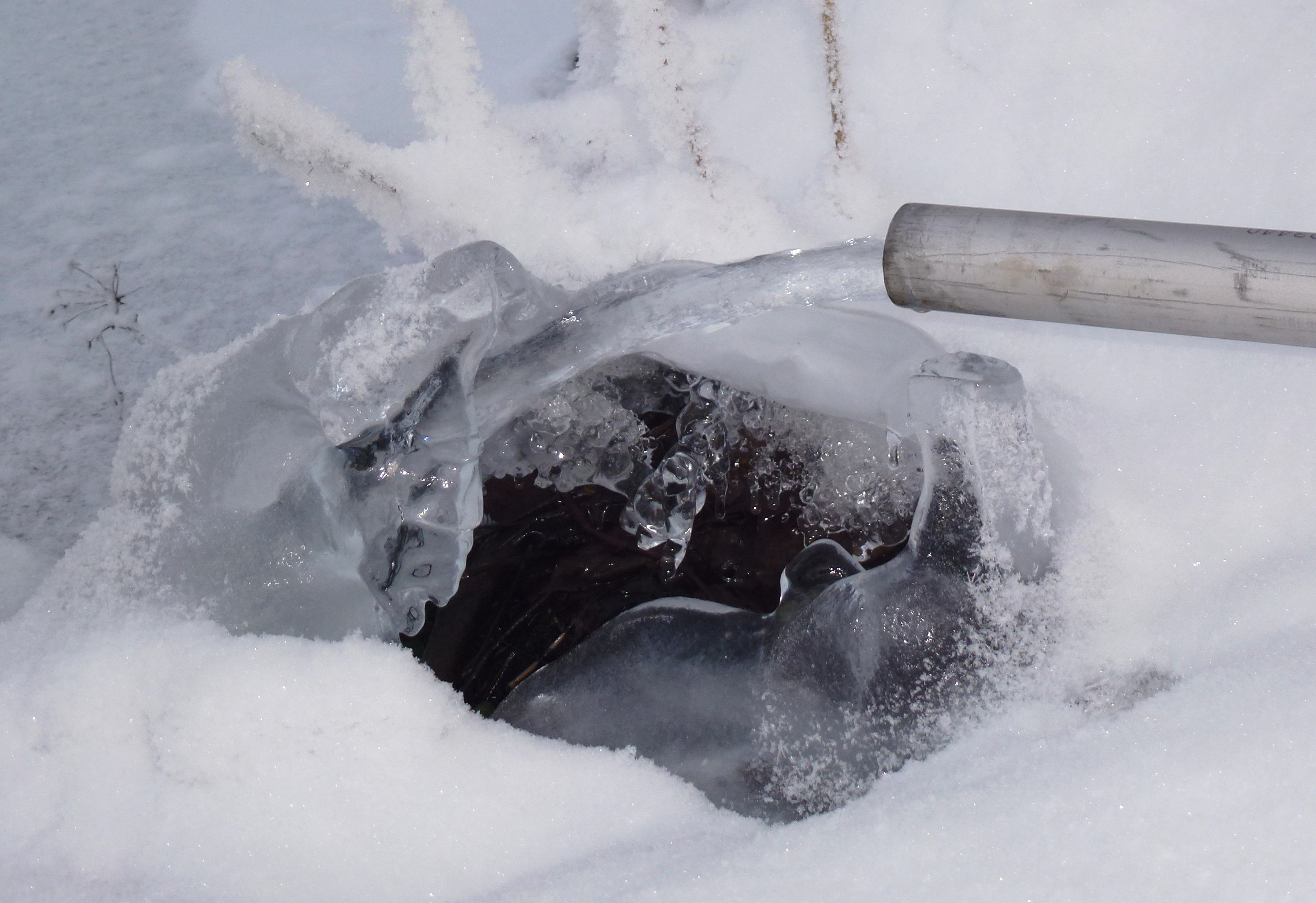
Än rinner vatten från Vårby källa, 2013.

Rullstensåsen vid Vårby är en utlöpare från Tullingeåsen, som i sin tur hör till Uppsalaåsen. Ur rullstensåsar brukar källor springa fram och Vårby källa är en sådan källa. Vårby källa bör ha funnits redan långt innan människor slog sig ner här. Vårby källa matas inte av den intilliggande Gömmarbäcken. Den kommer från ett kärr intill sjön Gömmaren. Gömmarbäcken rinner fram i en djup, lummig bäckravin. Vattendraget är uppdämt på flera ställen så att mindre sjöar bildas. Små träbroar leder besökaren över bäcken. 
Gömmarravinen sträcker sig nästan ända upp till Gömmaren men är avbruten genom motorvägen E4/E20 (Södertäljevägen). När motorvägen planerades på 1950-talet befarade dåvarande ägaren av Vårby källa att källan kunde skadas av en utfyllnad av ravinen och man krävde att vägen skulle ledas på en viadukt över ravinen. Önskemålet blev dock inte hörsammat. Över själva källan står en kioskbyggnad uppförd i slutet av 1930-talet.
Än rinner Vårby källa genom en rostfri ledning och tömmer sitt vatten i Gömmarbäcken intill brunnskiosken. Källvattnet tas dock inte längre som råvatten för produktionen av mineral- och bordsvatten. För det räcker inte volymen till utan vanlig dricksvatten från Norsborgs vattenverk kommer till användning.

## Stora Vårby Källa

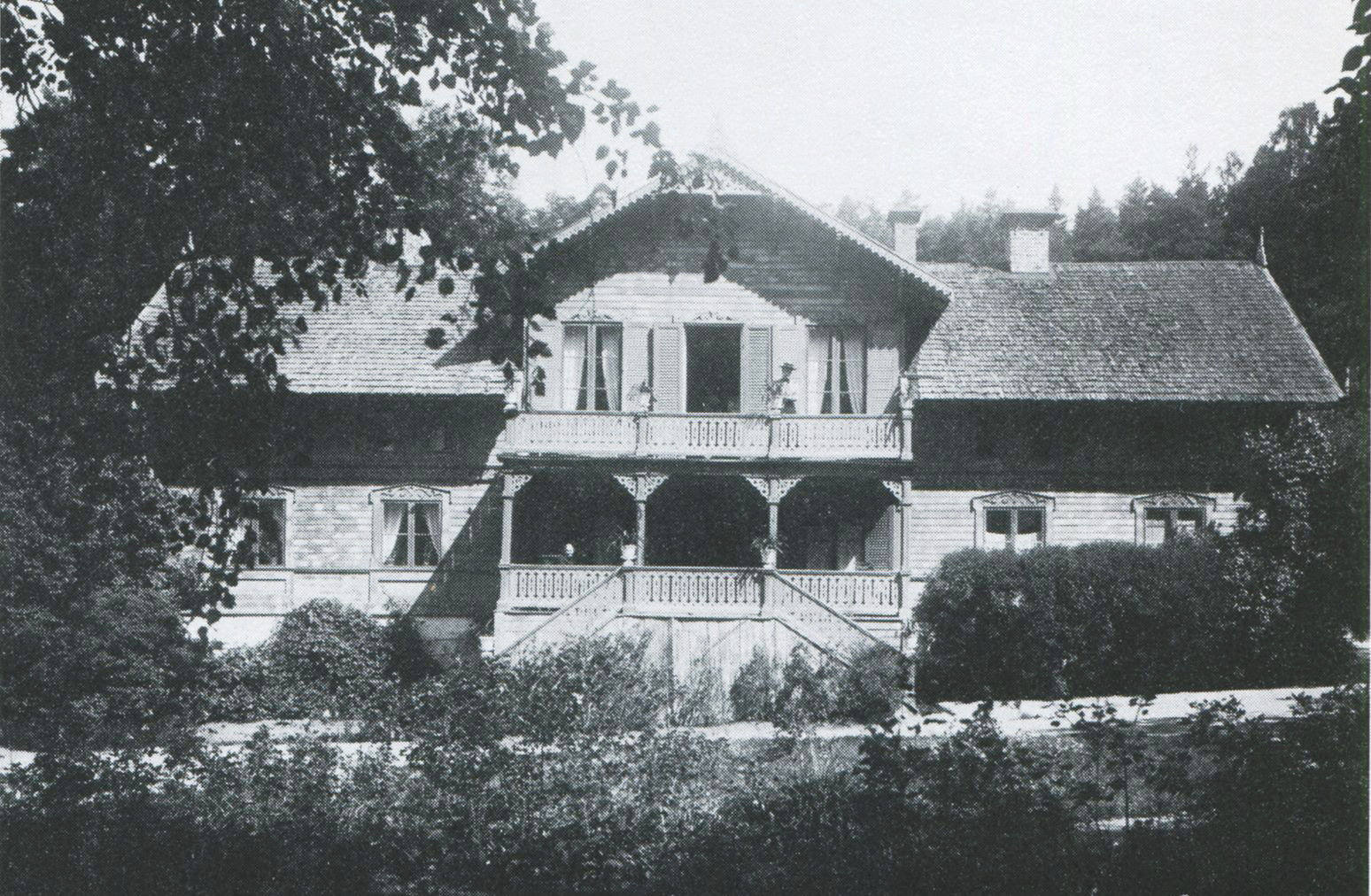
Brunnshuset 1909. Till vänster skymtar den numera naturminnesmärkta asken.

Brunnshuset kallas även Stora Vårby Källa. Byggnaden är ett minne från tidiga 1700-talets hälsobrunnsepok  som representerar en av de få byggnaderna som finns kvar från denna tid. Det gamla brunnshuset uppfördes ursprungligen vintern 1707-1708 och hör därmed till Vårbys äldsta bevarade byggnader.
Huset är ett timmerhus och mitt under byggnaden fanns redan tidigare en murad källare med tunnvalv. Bottenvåningen består av fem rum och i övervåningen fanns ursprungligen en enda stor sal som beskrevs på 1700-talet som "ett magnifikt rum med 63 kvadratmeter golvyta".
Sin nuvarande yttre gestaltning som påminner om schweizerstilen härrör huvudsakligen från 1860-talet. Då hyrde teaterdirektören Edvard Stjernström Stora Vårby Källa. Här höll makarna Stjernström litterära föreläsningar och möten med bland annat gäster som Henrik Ibsen och Bjørnstjerne Bjørnson. Efter Edvard Stjernströms död 1877 fortsatte hans änka Louise Granberg-Stjernström med traditionen. Hon bodde kvar i huset till sin död 1907.
I Brunnshuset bodde även ingenjören C. Harry Winberg som 1924 köpte egendomen Vårby gård och som 1932-33 uppförde mineralvattenfabriken. Under hans tid genomfördes ytterligare exteriöra och interiöra förändringar, bland annat byggdes stora salen om till fem rum och kök och takkuporna tillkom. Winberg bodde kvar till 1936, därefter nyttjades byggnaden som kontor för Wårby Bryggerier.
Huset renoverades i början på 2000-talet från grunden och fick år 2002 Huddinge kommuns skönhetspris. Byggnaden fungerar numera som konferensanläggning åt Spendrups. Ansvarig arkitekt för renoveringen var Magnus Wiström.

## Asken
I Vårby källas park, när Brunnshuset, står en av Sveriges allra största askar. Den uppges vara landets näst största efter en ask i Ekhammar i
Västergötland som år 1957 mättes till 6,35 meter runt stammen. Vårbys ask har en stamomkrets på 5,77 meter (uppmätt i brösthöjd år 2005) och är sedan 1960 ett av Huddinges elva naturminnen.

Historiska bilder
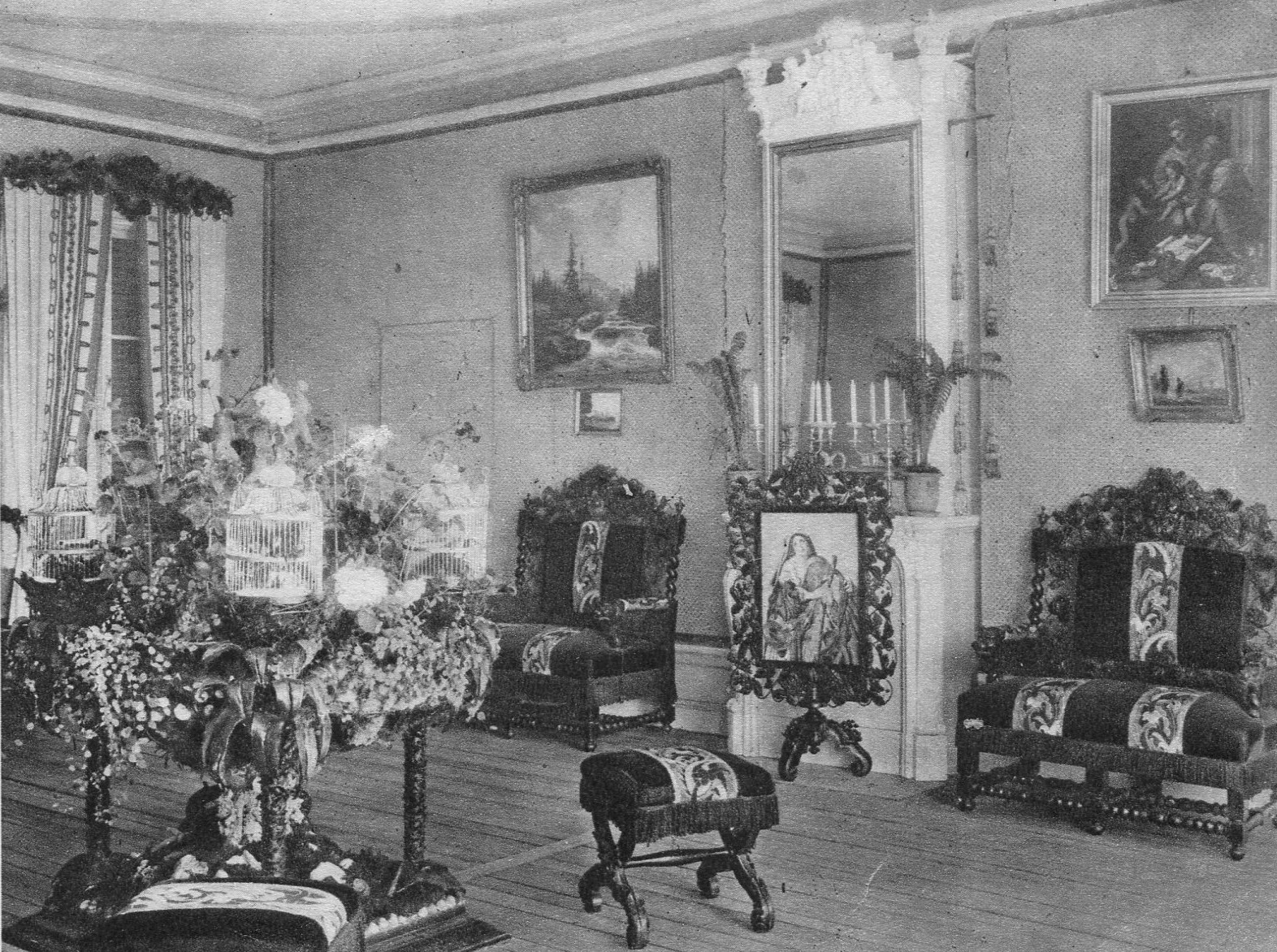
Stora salen på Louise Granbergs tid.
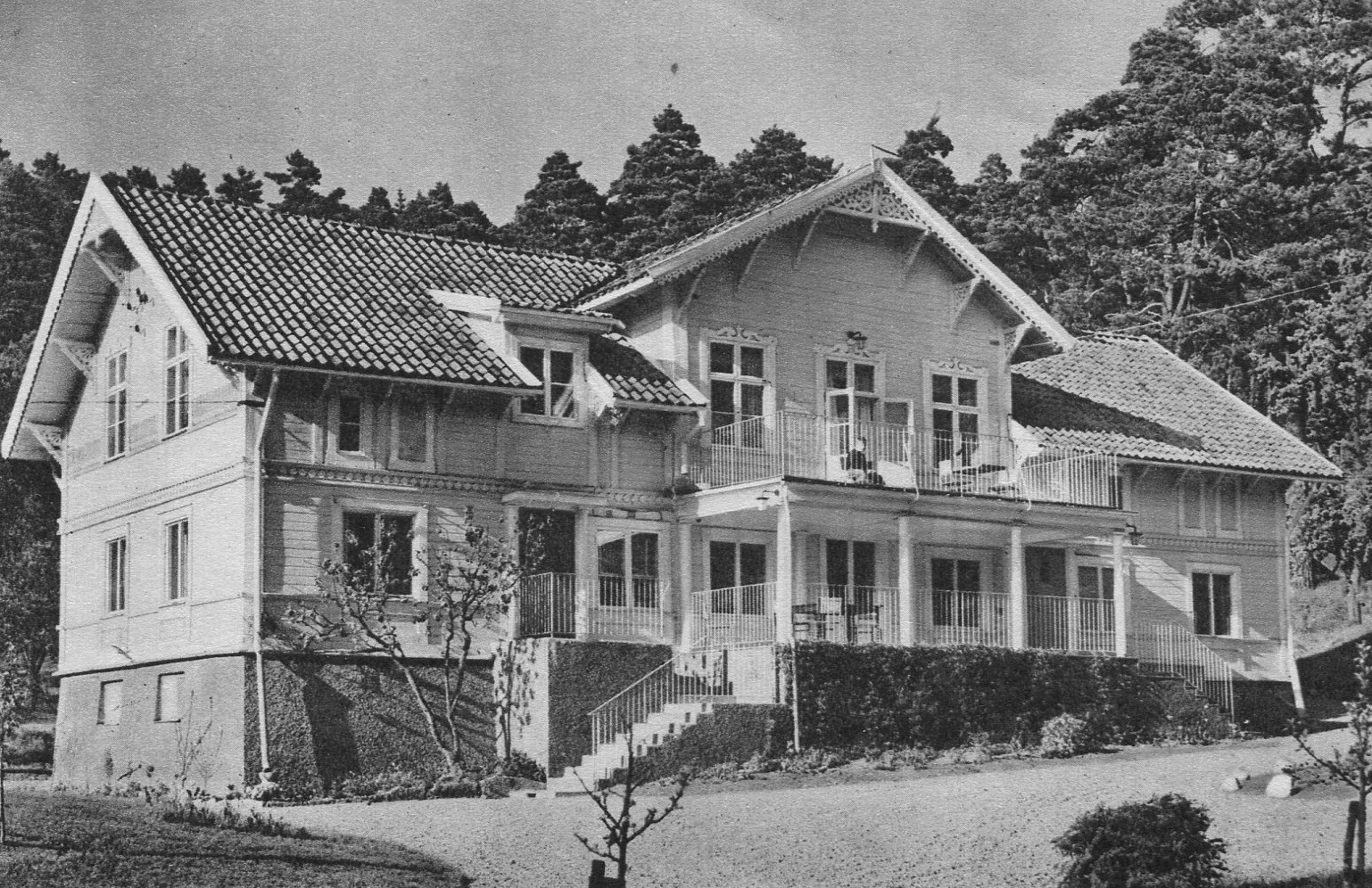
Brunnshuset 1951.
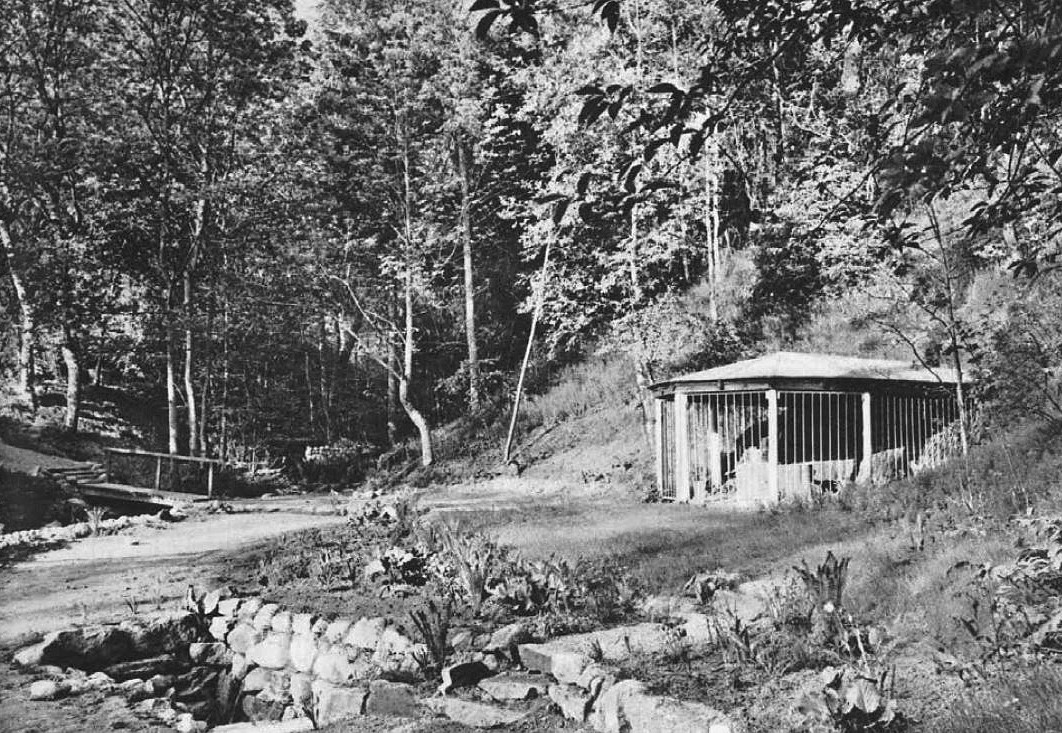
Brunnskiosken 1951.
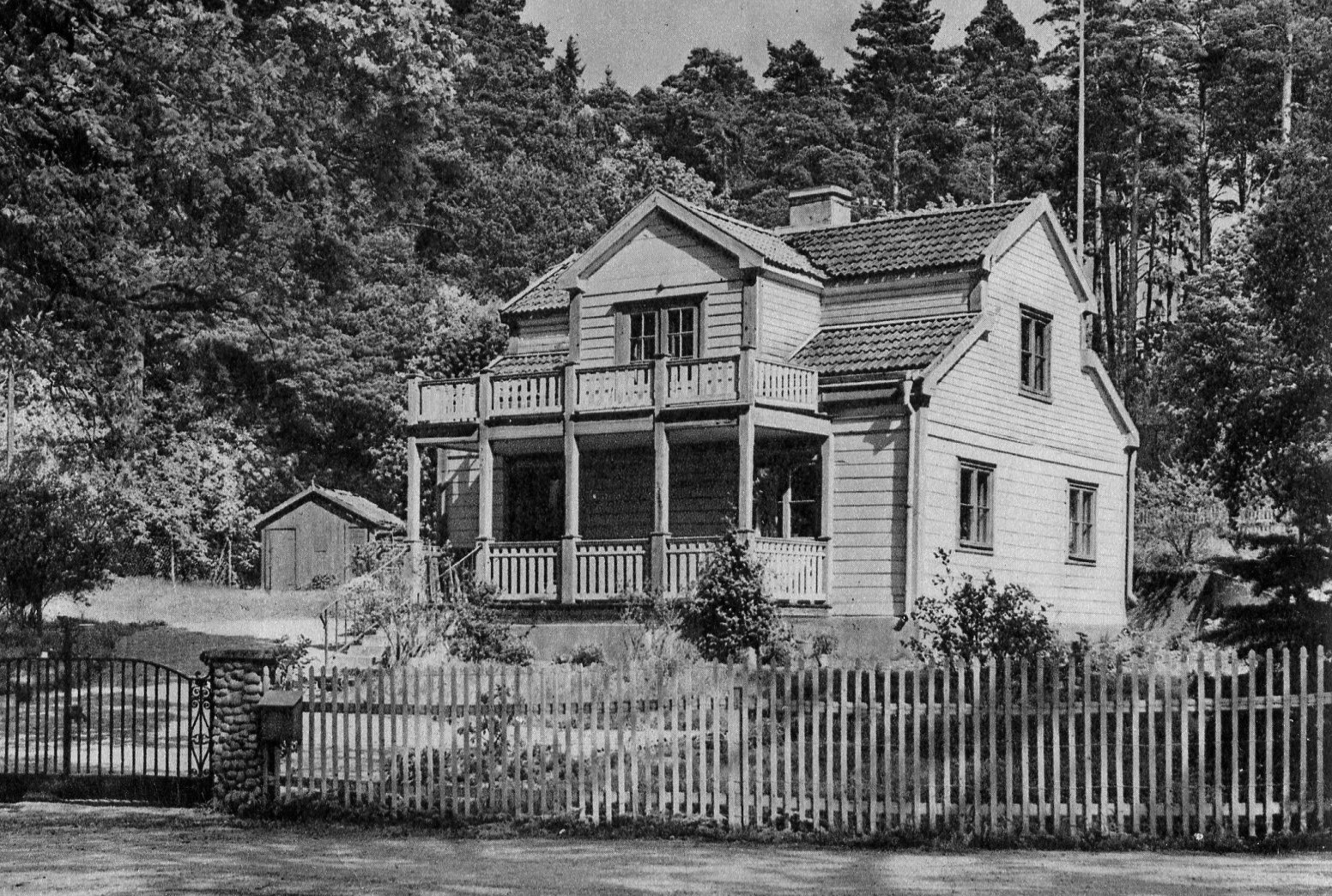
Lilla Vårby Källa 1951.
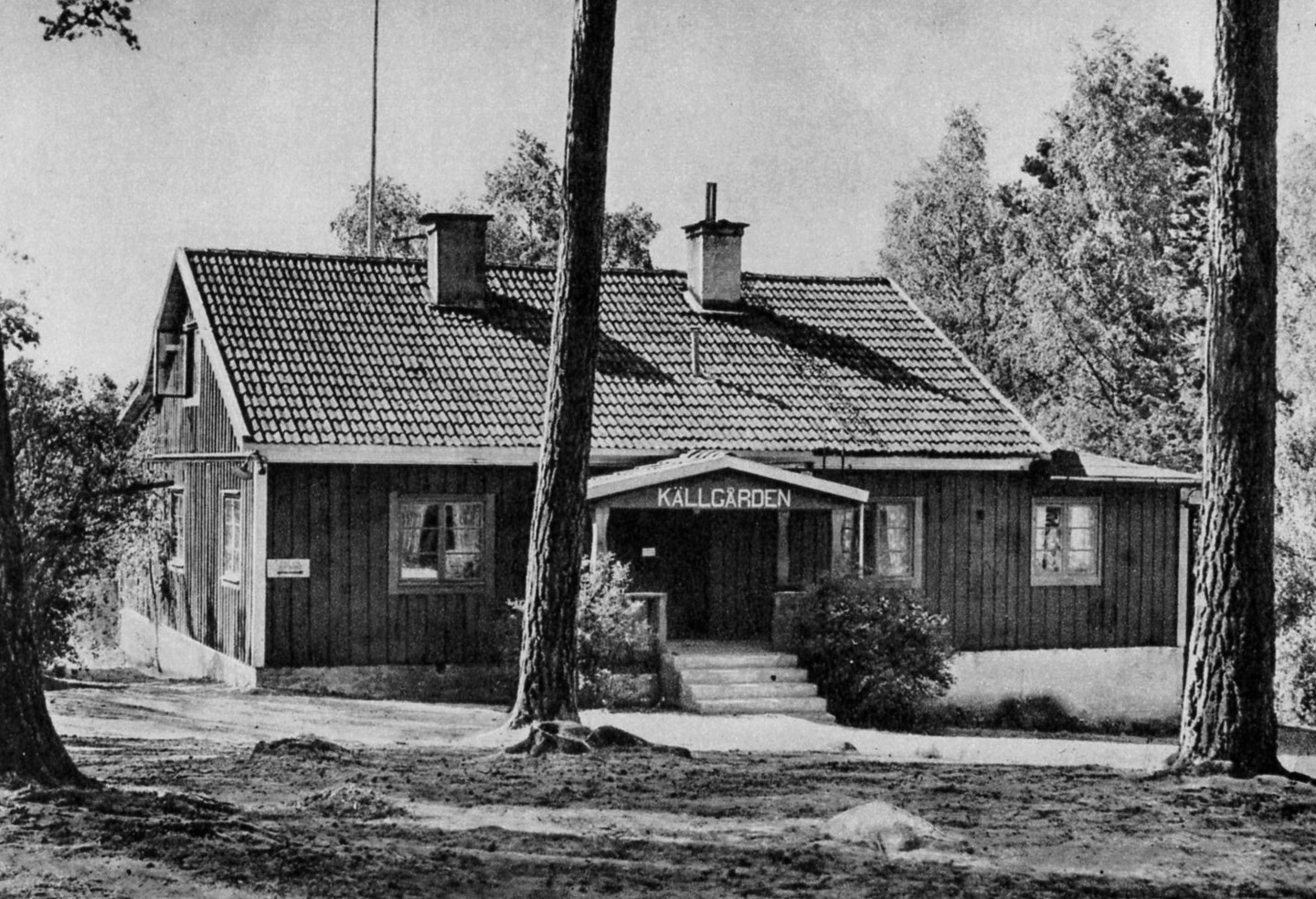
Källgården 1951.

## Lilla Vårby Källa
Lilla Vårby Källa kallades den gulmålade träbyggnaden som låg vid Vårby allé utanför grindarna till Vårby källa. Husets äldre historik är okänd men hörde ursprungligen till godset Vårby gård. I en värdering från 1867 uppges: "Boningshus av timmer, brädpaneladt och hvitmåtat under tegeltak […] inredt på nedre botten till två rum med kök och på vinden till 2 rum." Byggnaden nyttjades under 1800-talets andra hälft som skola för barn i Vårby och Segeltorp. 
Under första hälften av 1900-talet bodde dragspelaren Ragnar Sundquist här ett tag och bedrev kaférörelse i den närbelägna Källgården. Därefter blev Lilla Vårby Brunn tjänstebostad för Wårby Hälsobrunns personal. Byggnaden revs 2014 av den dåvarande ägaren Spendrups Bryggeri AB.

Källan och naturen
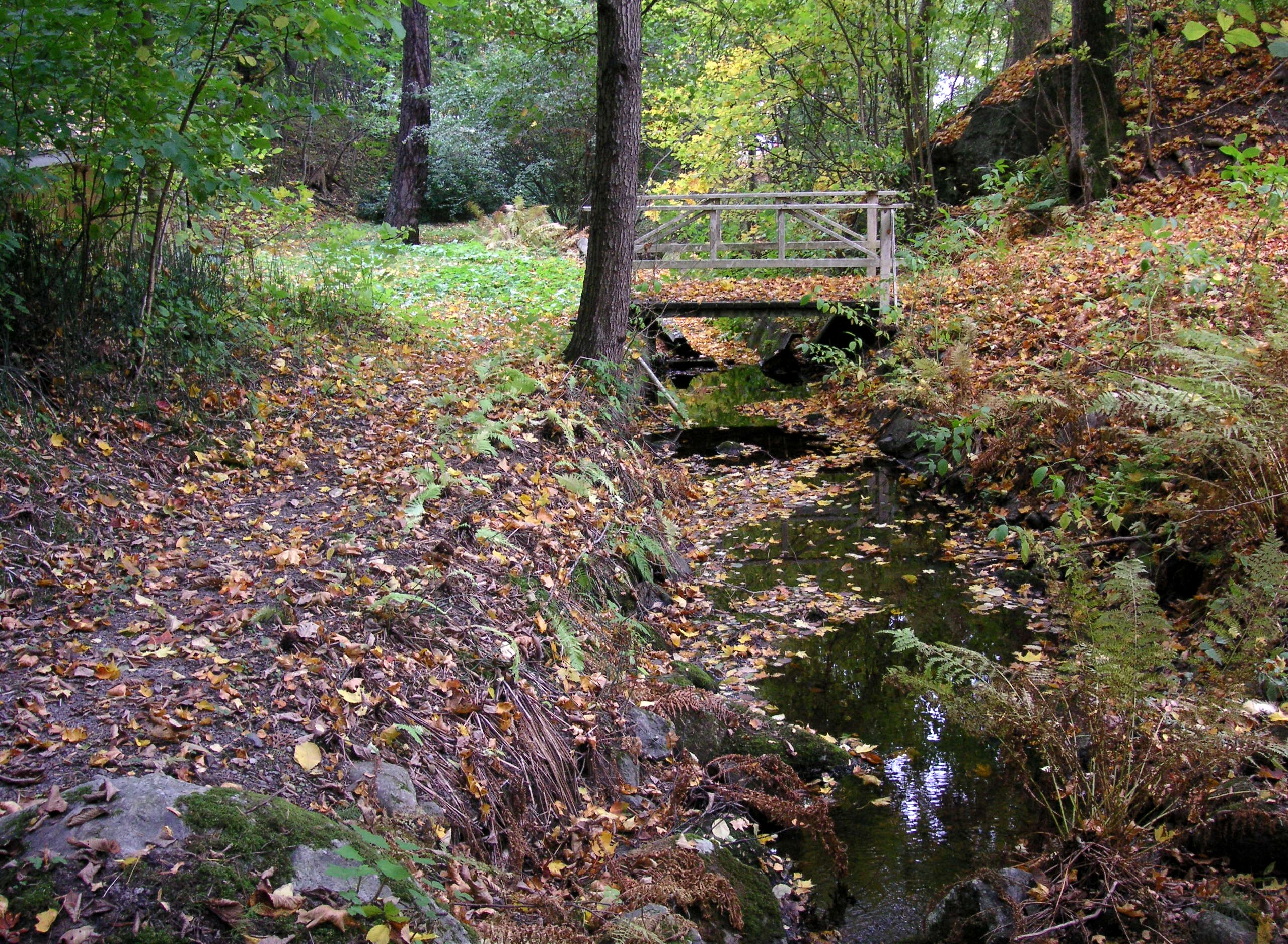
Gömmarbäckens ravin
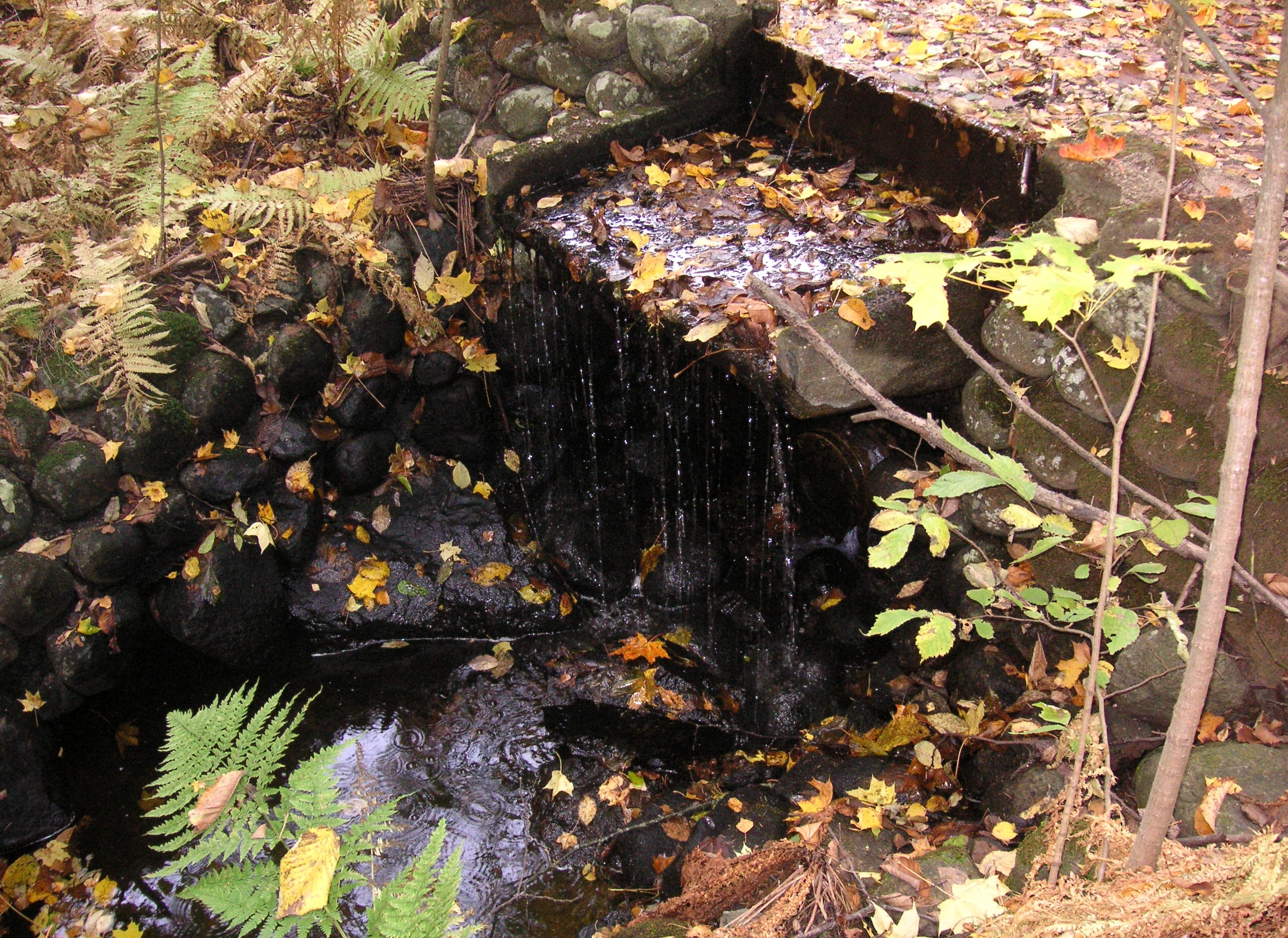
Gömmarbäcken
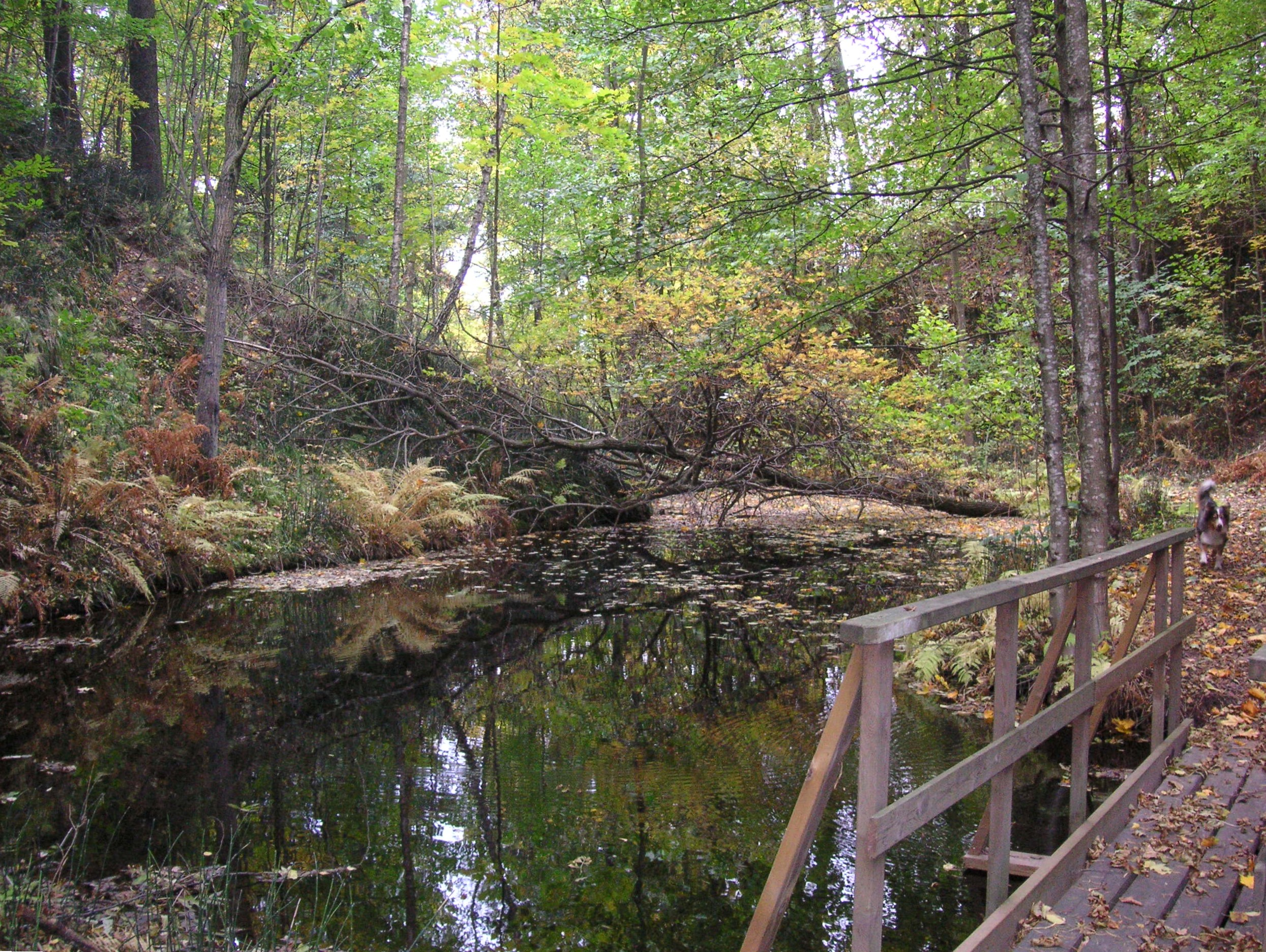
Bäckravinen
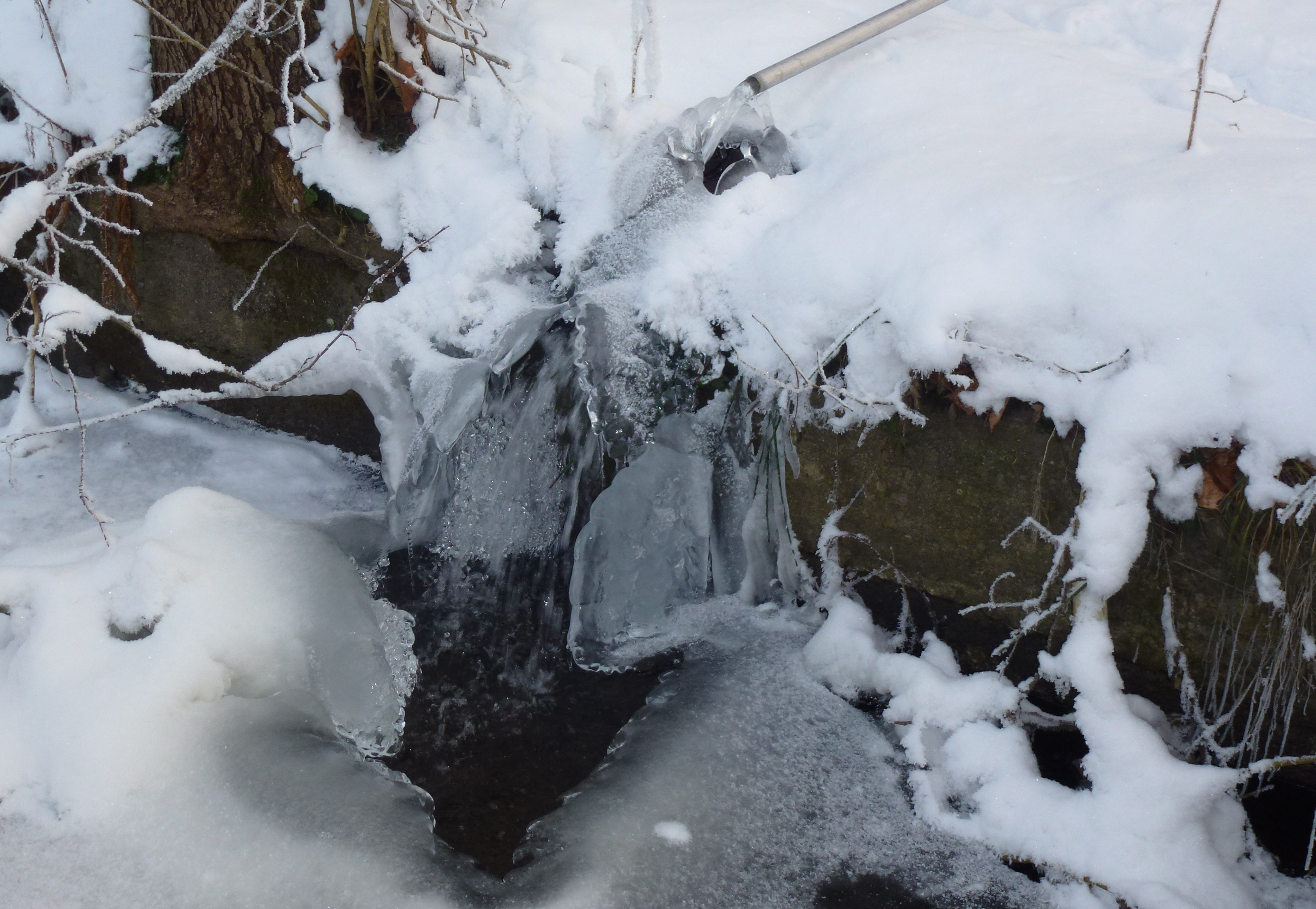
Vatten från Vårby källa rinner ner i Gömmarbäcken
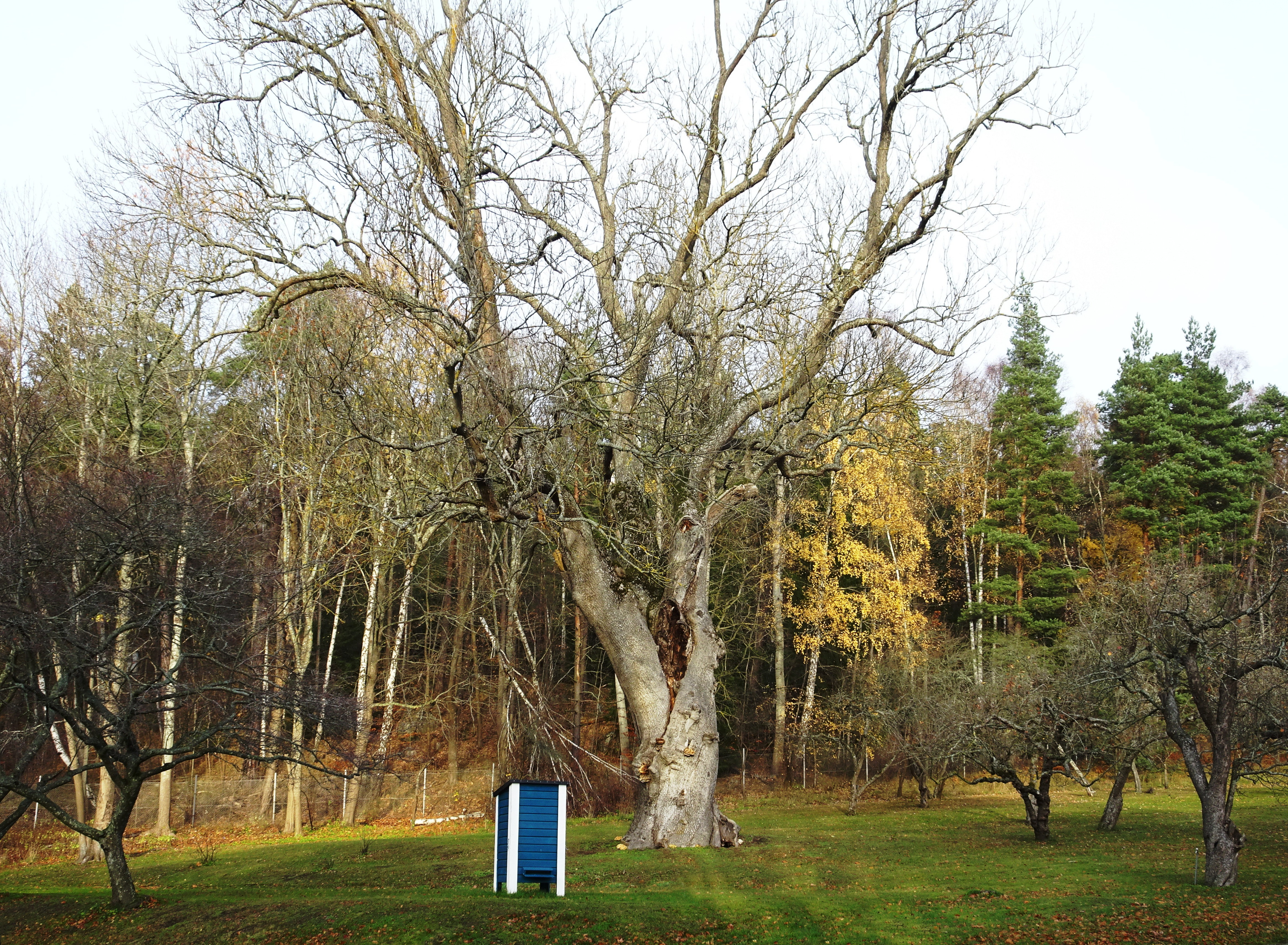
Den naturminnesmärkta asken i parken

Byggnader
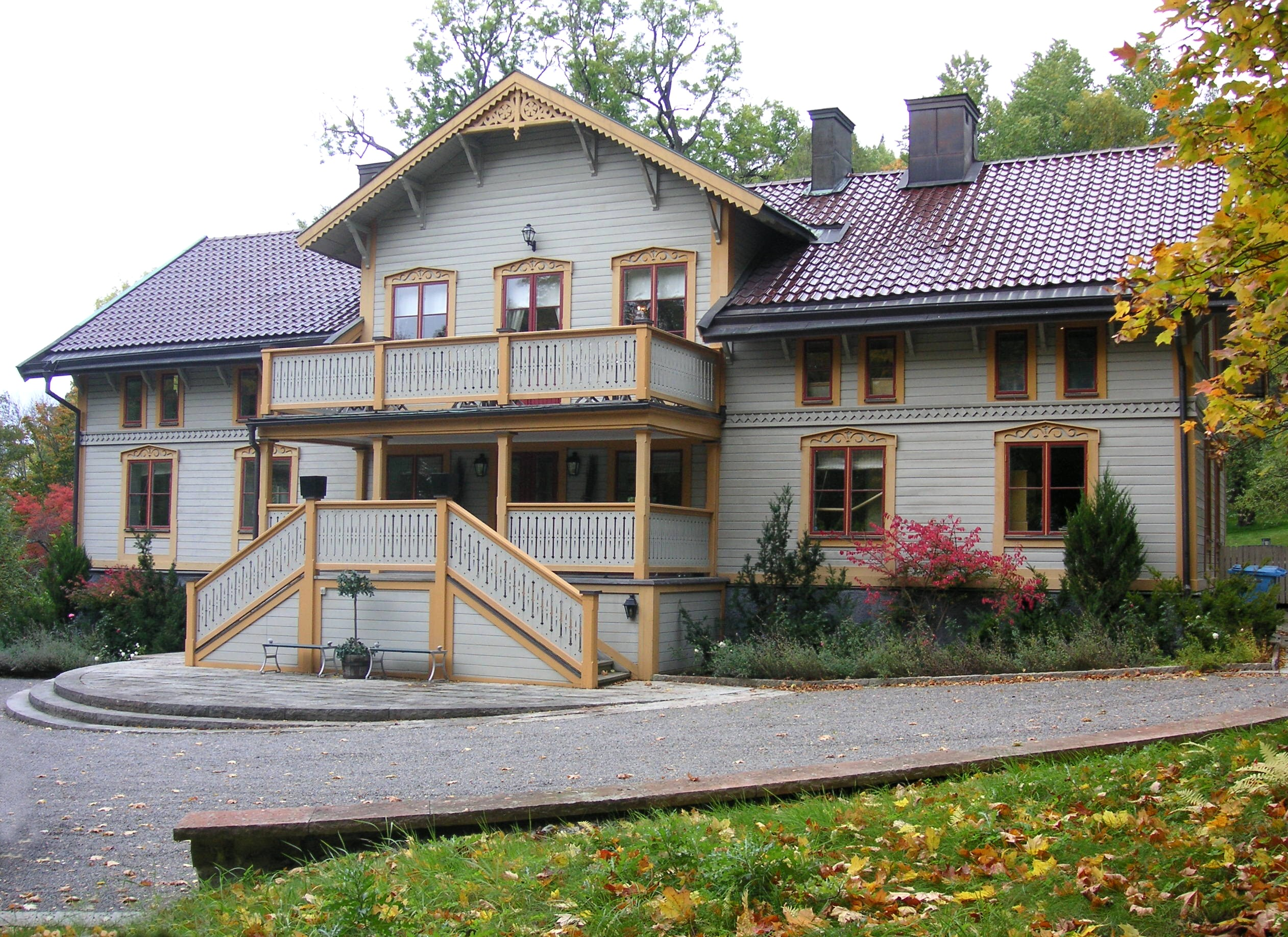
Stora Vårby Källa även kallat "Brunnshuset"
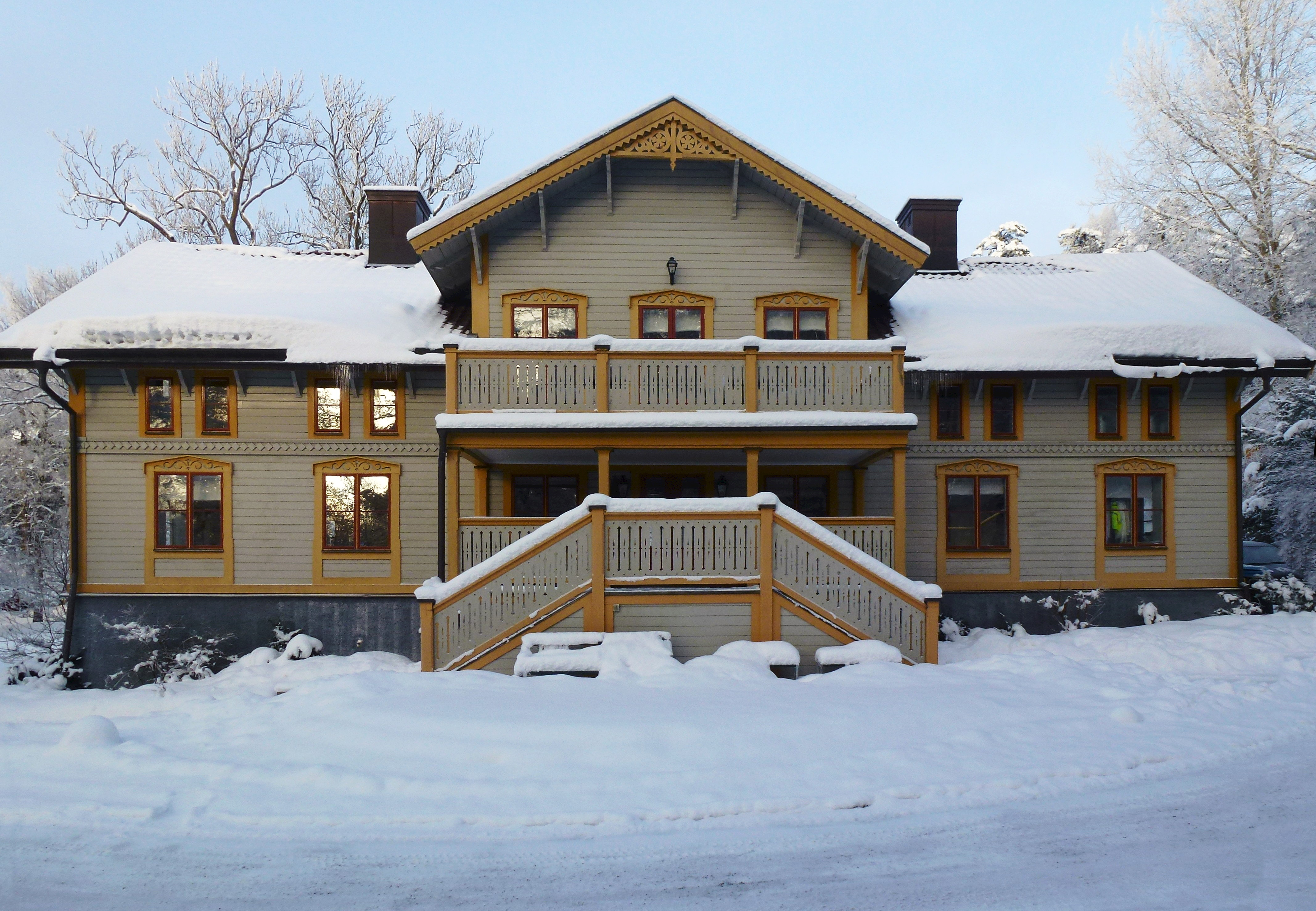
Brunnshuset på vintern
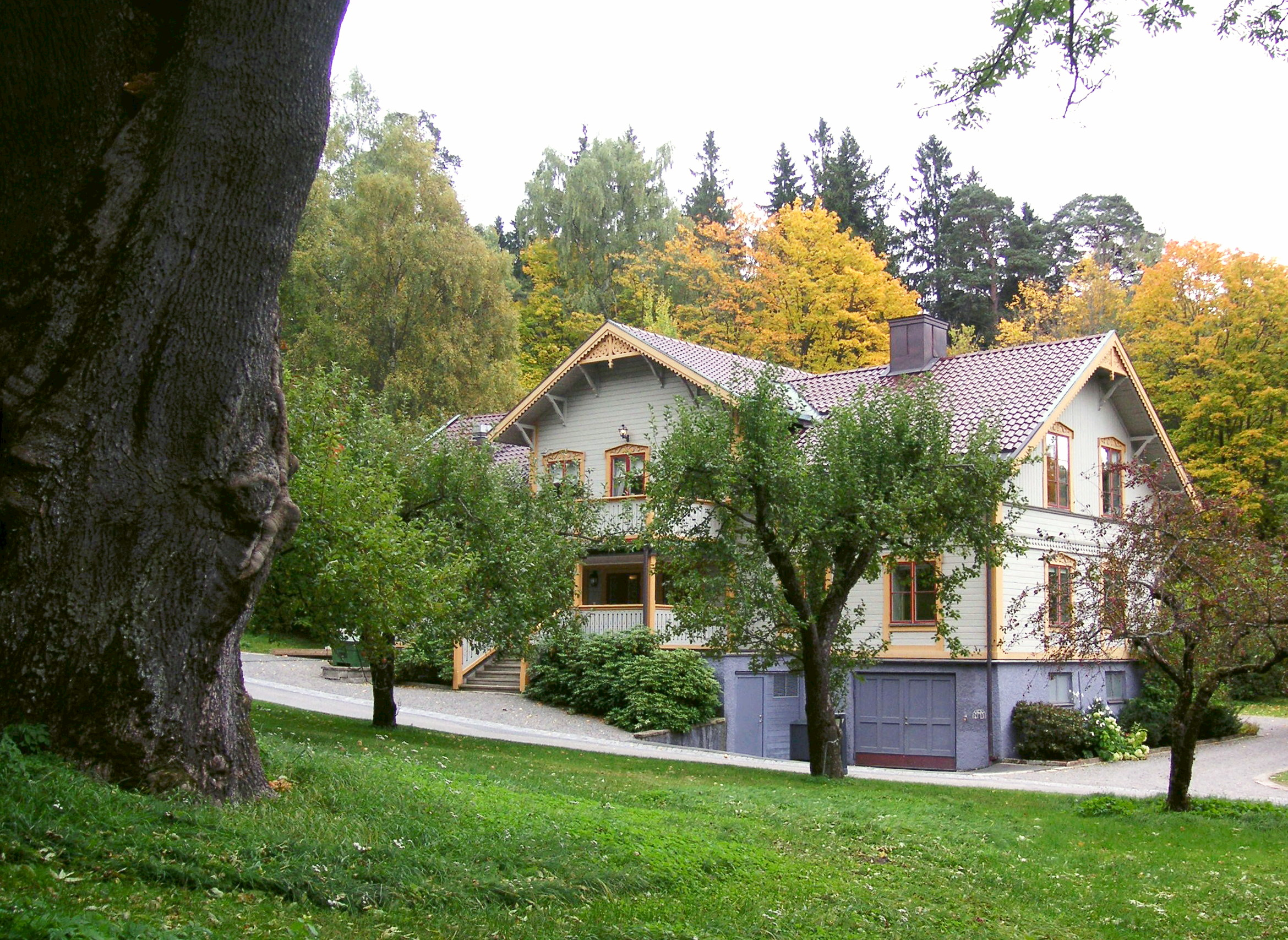
Stora Vårby Källa med den naturminnesmärkta asken till vänster
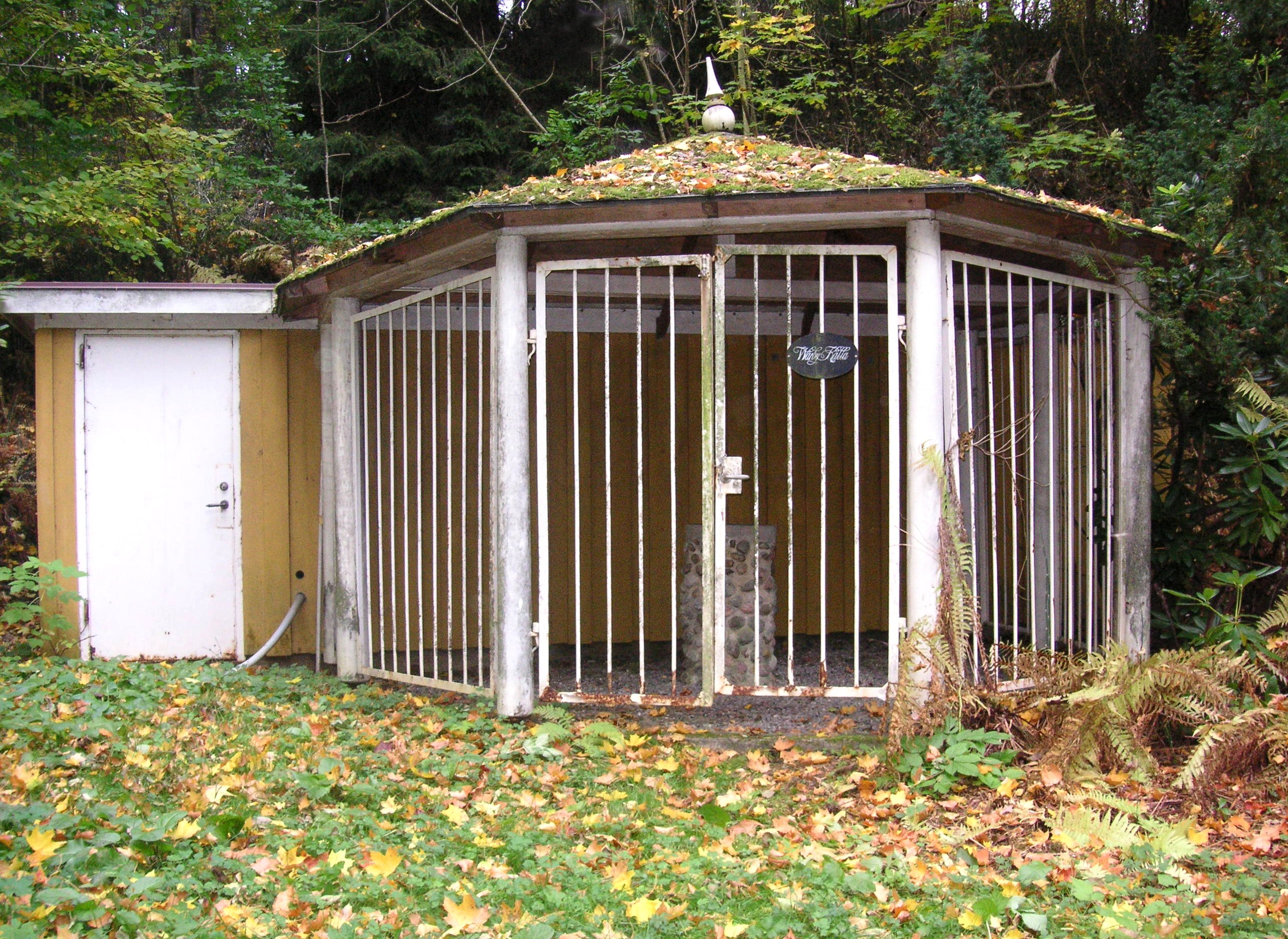
Brunnskiosken över källan
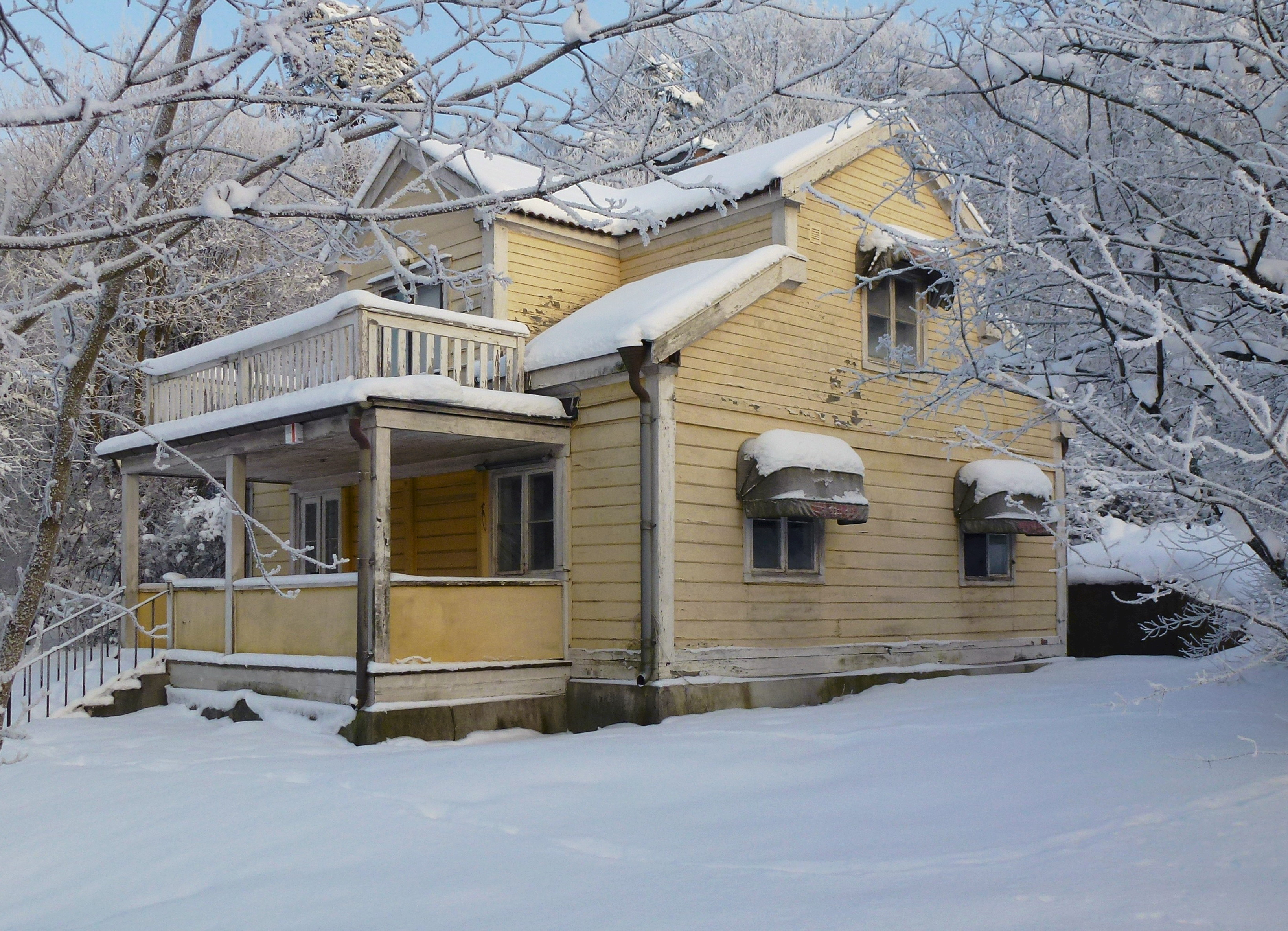
Lilla Vårby källa, 2013 (revs 2014)